# Microtis
Microtis is een geslacht van weekdieren uit de klasse van de Gastropoda (slakken).

## Soort
- Microtis tuberculata H. Adams & A. Adams, 1850